# Advokatfuldmægtig
En advokatfuldmægtig er en uddannet jurist (cand.jur.), der som autoriseret fuldmægtig under en advokat er i gang med at uddanne sig til advokat. En advokat kan have op til to autoriserede fuldmægtige under sig.

## Ansvarsforhold
Advokatfuldmægtigen optræder i sin fuldmægtigtid på principalens (den advokat, som han/hun er autoriseret under) vegne. Fuldmægtigen kan ikke selv pådrage sig (direkte) ansvar.

## Advokatuddannelsen
Fuldmægtigtiden er 3 år, og i denne tid skal den fuldmægtige have deltaget i almindelig advokatvirksomhed, herunder opnåelse af kendskab til behandlingen af retssager.
Under fuldmægtigtiden følger den advokatfuldmægtige den teoretiske advokatuddannelse (der varetages af Advokatsamfundet), som afsluttes med advokateksamen. Herudover skal fuldmægtigen aflægge en prøve i retssagsførelse. Denne prøve består i at gennemføre hovedforhandling i en retssag, der opfylder visse krav. Alternativt kan advokatfuldmægtigen under visse omstændigheder deltage i en fiktiv retssagsprøve.